# Opisthoxia integra
Opisthoxia integra är en fjärilsart som beskrevs av Max Joseph Bastelberger 1907. Opisthoxia integra ingår i släktet Opisthoxia och familjen mätare. Inga underarter finns listade i Catalogue of Life.